# Blues for Greeny
Blues for Greeny es el undécimo álbum de estudio del guitarrista norirlandés de blues rock y hard rock Gary Moore, publicado en 1995 por el sello Virgin Records. En esencia es un disco tributo dedicado a una de sus principales influencias, Peter Green, exguitarrista y fundador de Fleetwood Mac.
Obtuvo el puesto 14 en la lista UK Albums Chart del Reino Unido, mientras que en los Estados Unidos alcanzó el quinto lugar en los Top Blues Albums. Para promocionarlo fueron lanzados como sencillos los temas «I Loved Another Woman» y «Need Your Love So Bad», alcanzando este último la posición 48 en los UK Singles Chart.

## Lista de canciones
| N.º | Título                                          | Escritor(es)                   | Duración |  |
| 1.  | «If You Be My Baby»                             | Peter Green, Clifford G. Adams | 6:38     |  |
| 2.  | «Long Grey Mare»                                | Green                          | 2:04     |  |
| 3.  | «Merry-Go-Round»                                | Green                          | 4:14     |  |
| 4.  | «I Loved Another Woman»                         | Green                          | 3:05     |  |
| 5.  | «Need Your Love So Bad»                         | Mertis John Jr.                | 7:54     |  |
| 6.  | «The Same Way»                                  | Green                          | 2:35     |  |
| 7.  | «The Supernatural»                              | Green                          | 3:00     |  |
| 8.  | «Driftin»                                       | Green                          | 8:29     |  |
| 9.  | «Showbiz Blues»                                 | Green                          | 4:08     |  |
| 10. | «Love That Burns»                               | Green, Adams                   | 6:28     |  |
| 11. | «Looking for Somebody»                          | Green                          | 7:12     |  |
| 12. | «The World Keeps On Turnin'» (versión acústica) | Green                          | 3:33     |  |
| 13. | «The Same Way» (versión acústica)               | Green                          | 2:17     |  |
| 14. | «Stop Messin' Around» (versión acústica)        | Green                          | 3:02     |  |

## Músicos
- Gary Moore: voz, guitarra rítmica y guitarra líder
- Andy Pyle: bajo
- Tommy Eyre: teclados
- Graham Walker: batería
- Nick Payn: saxofón barítono
- Nick Pentelow: saxofón tenor